# Albgar
Albgar, bavarski plemič.
Bil je drugi od treh vojvod bavarskega rodu, ki so imeli Karantanijo približno od leta 828  pa do leta 860 v frankovski grofovski upravi. O Albgarju se nam je zanesljivo ohranilo le njegovo ime,  čeprav je mogoče istoveten z nečakom furlanskega grofa Unruocha Albgarjem, ki je leta 817 potoval v Dalmacijo. Vsekakor ima leta 844 grofovsko upravo v rokah Pabo; torej se je Albgarjeva vladavina morala končati v tridesetih letih ali v zgodnjih štiridesetih letih 9. stoletja.
Albgar je sicer drugi izmed treh karantanskih vladarjev, ki veljajo za vojvode bavarskega rodu (duces Bagoarii), ki so imeli deželo v grofovski upravi (in comitatum).  Med zgodovinarji prevladuje mnenje, da so Karantanci najkasneje leta 828 svoje kneze in notranjo samostojnost zgubili, in da je prav tedaj bavarski vojvoda vladal kot karantanski grof. Po alternativnem pogledu so ti vojvode bavarskega rodu (duces Bagoarii)  pravzaprav karantanski (in ne bavarski) vojvode, ki so v svoji deželi dobili še grofovsko upravo. 

## Zunanji viri
- Herwig Wolfram (1991). Karantanija med vzhodom in zahodom: Obri, Bavarci in Langobardi v 8. In 9. stoletju. Iz: Zgodovinski časopis 41 (1991), 2, strani 177-187.
- Kos Milko (1934). Conversio Bagoariorum et Carantanorum Arhivirano 2005-05-28 na Wayback Machine.. Razprave znanstvenega društva v Ljubljani 11, Historični odsek 3.
- Šavli Jožko (1995): Slovenija: podoba evropskega naroda. Bilje, Humar.